# 垣花正のサウンドコレクション
垣花正のサウンドコレクション（かきはなただしのサウンドコレクション）は、ニッポン放送をキーステーションに放送されていた生放送ラジオ番組である。パーソナリティはニッポン放送アナウンサーの垣花正。

## 番組概要
- 2007年度のニッポン放送ショウアップナイターのレインコート番組である。ただし、日曜日放送や垣花の都合が付かないの場合は山本元気のサウンドコレクションを放送。
- 5月3日、26日には全試合ナイター中継がないため放送された。
- 不定期（主に金曜日放送時）で「八木亜希子と垣花正のサウンドコレクション」としてフリーアナウンサーの八木亜希子とともに放送することもある。そのため、垣花単独出演の時と八木が加わった時とでは異なるメールアドレスを使い分けている。
- 基本的にはテーマに沿ったリクエストをかける番組であるが、リクエストが来ない場合はサザンオールスターズのアルバム「海のYeah!!」の中から曲をかけることになっている。
- 2007年10月に「垣花正のあなたとハッピー!」が放送開始されたので以降当番組は放送されていないが、代わりに「垣花正のあなたとハッピー!増刊号」が放送されることもある。

## 放送時間
- （ショウアップナイター中止時の）火曜日～土曜日　18:00～21:00

## 放送日
- 第1回　2007年5月3日（木）
- 第2回　2007年5月26日（土）
- 垣花正と八木亜希子のサウンドコレクション:2007年4月27日（金）
- 八木亜希子と垣花正のサウンドコレクション:2007年6月22日（金）

（当初予定されていたプロ野球千葉ロッテマリーンズ×横浜ベイスターズ戦が中止したため放送。ニッポン放送のみ放送で、他のネット局は吉田尚記のサウンドコレクションを放送）